# كورتني (فوهة)
كورتني (بالإنجليزية: Courtney)‏ هي فوهة قمرية صدمية ضئيلة تقع في بحر الأمطار، أحد بحار القمر في القطاع الشمالي الغربي للقمر.